# Amata longipennis
Amata longipennis är en fjärilsart som beskrevs av Walker 1862. Amata longipennis ingår i släktet Amata och familjen björnspinnare. Inga underarter finns listade i Catalogue of Life.